# 農業部 (菲律賓)
農業部（縮寫：DA）是菲律賓的行政部門之一，負責管理菲律賓的農業和漁業事物並促進其發展。總部位於菲律賓第一大城奎松市，農業部部長由菲律賓總統任命，任命委員會確認，且為菲律賓內閣成員。現任部長是威廉·達爾，於2019年8月5日就任。

## 歷史
1898年6月23日，菲律賓第一共和國首任總統埃米利奧·阿奎納多成立農業和製造業部（Department of Agriculture and Manufacturing），何塞·亞歷杭德里諾被任命為第一任部長。

### 美國統治時期
1898年12月10日美西戰爭結束，菲律賓主權移交美國。在美屬菲律賓政府主導下，優先發展如稻米等糧食作物，並同時開發漁業、林業和礦業等資源。1901年，菲律賓議會通過271號法案，農業和製造業部改為農業局（Bureau of Agriculture），隸屬於內政和地方政府部，1910年，農業局改隸教育部。
1916年11月18日，頒布《菲律賓群島政府行政部門重組法》（An Act to Re-organize the Executive Department of the Government of the Philippine Islands），該法規定成立農業和自然資源部（Department of Agriculture and Natural Resources,DANR），該部門接管農業、林業、土地、科學和氣象局，並領導及監督漁業、捕獵相關事務。
1932年通過另一項重組法案（第4007號法案），農業和自然資源部改為農業和商業部（Department of Agriculture and Commerce）納管商業局。
1942年，菲律賓自由邦流亡期間，該部門再次改組為金融、農業和商業部（Department of Finance, Agriculture and Commerce），1945年，恢復菲律賓自由邦，金融、農業和商業部改為司法、農業和商業部（Department of Justice, Agriculture and Commerce），同年12月，更名回農業和商業部。

### 獨立後
1946年7月4日，美國將菲律賓群島主權交還菲律賓第三共和國，菲律賓獲完全獨立。原司法、農業和商業部根據第一任總統曼努埃爾·羅哈斯發布的第94號行政命令重新命名為農業和自然資源部（Department of Agriculture and Natural Resources,DANR），原商業局併入貿易和工業部。
1959年9月14日，農業和自然資源部自馬尼拉搬遷至位於奎松市的現址。
1974年5月，時任總統费迪南德·马科斯發布第461號總統令，將農業和自然資源部拆分為農業部（Department of Agriculture）及自然資源部（Department of Natural Resources，今環境和自然資源部）兩部門。
1978年，菲律賓政府轉為議會制，各部門轉為部委，農業部調整為農業和食品部（Ministry of Agriculture and Food），直到1987年，該部委根據時任總統柯拉蓉·艾奎諾的第116號行政命令，再次更名為農業部。
2014年5月，農業部根據第165號行政命令，佔其總預算四分之三的4個機構－肥料和農藥管理局、國家食品管理局、國家水利管理局和菲律賓椰子管理局改隸菲律賓總統府，由負責食品安全和農業現代化的總統助理監督。這也是該國發生優先發展援助基金醜聞後的反腐敗改革措施之一。

## 外部連結
- 農業部 （页面存档备份，存于）（英文）